# Cosmonauta Iuri Gagarin
Cosmonauta Iuri Gagarin (rus: Космона́вт Ю́рий Гага́рин) va ser un vaixell militar soviètic de vigilància i control espacial dedicat a la detecció i recepció de comunicacions per satèl·lit.

## Trajectòria
Amb el nom del cosmonauta Iuri Gagarin, el buc es va enllestir el desembre de 1971 per a donar suport al programa espacial soviètic, així com realitzar investigacions sobre l'atmosfera superior i l'espai exterior. Tenia un aspecte molt característic fruit de les antenes parabòliques que tenia col·locades a la part superior del casc: dues d'elles extremadament grans i dues més de petites.
L'any 1975 va formar part del programa de proves Apollo-Soiuz, realitzat conjuntament entre l'URSS i els EUA. El 1986 va ser el vaixell de comunicacions més gran del món així com el vaixell insígnia d'una flota de vaixells de comunicacions. Aquests vaixells van ampliar molt el rang de rastreig quan les òrbites dels cosmonautes i les missions no tripulades no estaven sobre l'URSS.
Els vaixells de comunicació pertanyien a l'Acadèmia de Ciències de la Unió Soviètica i la part marítima va caure sota la responsabilitat del transport marítim del Mar Bàltic i el mar Negre. Els vaixells tenien ports d'origen a Ucraïna (el Cosmonauta Iuri Gagarin i l'altre vaixell de vigilància, l'Acadèmic Sergei Korolev), de manera que després de la caiguda de la Unió Soviètica van deixar les funcions de suport als vols espacials i van ser transferits a la República d'Ucraïna. L'any 1991, poc després de la ruptura de la Unió Soviètica, es va vendre com a ferralla, juntament amb l'Acadèmic Sergei Korolev.